# Le Peuple des rennes
Le Peuple des rennes (titre original : The Reindeer People) est une série de romans de fantasy écrits par Megan Lindholm, plus connue sous le nom de Robin Hobb.

## Résumé
Dans un univers désolé où le froid et la nuit règnent en maîtres, une femme hors du commun, Tillu la guérisseuse, se bat pour protéger son fils, l'inquiétant Kerleu. Fuyant le chaman Carp qui désire lui voler son fils pour en faire son apprenti, elle s'installe loin des hommes, à l'écart, bien décidée à aider son jeune Kerleu à devenir un homme. Jusqu'au jour où elle aperçoit deux chasseurs dans le vallon. La chasse tourne mal, l'un d'eux est blessé. Comprenant vite que sans son aide, il risque de mourir, Tillu n'a d'autres choix que d'aller le sauver et de les héberger pour la nuit. Elle apprend qu'ils appartiennent à une tribu, installée non loin de là : le peuple des rennes.

## Livres
| N° éd. française | Titre français       | Titre original      | Parution originale | Parution française | Parution format poche | L'Intégrale | L'Intégrale format poche |
| ---------------- | -------------------- | ------------------- | ------------------ | ------------------ | --------------------- | ----------- | ------------------------ |
| 1                | Le Peuple des rennes | The Reindeer People | 1988               | 14 octobre 2004    | 12 mars 2008          | 3 mai 2012  | 10 octobre 2013          |
| 2                | Le Frère du loup     | The Wolf's Brother  | 1988               | 21 avril 2005      | 12 mars 2008          | 3 mai 2012  | 10 octobre 2013          |

Ce diptyque a été intégralement traduit par Maryvonne Ssossé.

## Personnages

### Tillu
Tillu est avec son fils Kerleu l'héroïne principale de cette série. Violée par un des pillards ayant décimé sa tribu, elle accouche neuf mois après d'un garçon, Kerleu, qui se démarque tout le temps des autres enfants par ses différences : peu social, ne prêtant attention à rien, habité d'étranges visions. Tillu n'a de cesse de le protéger des autres et d'essayer de l'élever du mieux qu'elle peut.

### Kerleu
Fils unique de la guérisseuse Tillu, Kerleu ne semble s'intéresser à rien. Jusqu'au jour de sa rencontre avec le chaman Carp qui va lui révéler sa véritable nature de chaman.

### Heckram
Chasseur et éleveur du peuple des rennes, il est le premier de cette tribu à rencontrer Tillu.

### Lasse
Adolescent de la tribu du peuple des rennes, il est le meilleur ami d'Heckram.

### Ella
Jeune femme de la tribu du peuple des rennes, ami d'enfance d'Heckram, elle l'épouse malgré la proposition de mariage reçu de Joboam, ami du maître des hardes.

### Joboam
Ami de Capiam, le maître des hardes, le chef de la tribu du peuple des rennes, imbu de sa personne, habitué à tout diriger, il ne supporte pas le refus d'Ella de l'épouser. Il ambitionne également de prendre la place de Capiam.

### Carp
Chaman de la tribu de Bénu, de laquelle Tillu s'est enfui, il part à sa recherche dans le but de retrouver Kerleu afin de terminer sa formation de chaman.

### Capiam
Il est le maître des hardes, chef de la tribu du peuple des rennes.

### Kelta
Elle est la femme de Capiam, le maître des hardes.

### Rolke
Fils de Capiam, il est imbu de sa personne et ne respecte rien ni personne.

### Kari
Fille de Capiam, elle est la seule qui ose tenir tête à Joboam.